# Saint-Léger-de-Montbrun
Saint-Léger-de-Montbrun ist eine französische Gemeinde mit 1.257 Einwohnern (Stand: 1. Januar 2022) im Département Deux-Sèvres in der Region Nouvelle-Aquitaine (vor 2016: Poitou-Charentes). Sie gehört zum Arrondissement Bressuire und zum Kanton Le Val de Thouet. 

## Lage
Saint-Léger-de-Montbrun liegt etwa 58 Kilometer nordwestlich von Poitiers. Nachbargemeinden von Saint-Léger-de-Montbrun sind Saint-Cyr-la-Lande und Saint-Martin-de-Mâcon im Norden, Curçay-sur-Dive im Nordosten und Osten, Pas-de-Jeu im Osten, Oiron im Südosten, Taizé-Maulais im Süden, Missé im Südwesten, Thouars im Westen sowie Louzy im Westen und Nordwesten.

## Bevölkerungsentwicklung
| Jahr                       | 1962 | 1968 | 1975 | 1982 | 1990 | 1999 | 2006 | 2019 |
| Einwohner                  | 879  | 901  | 810  | 987  | 1183 | 1174 | 1162 | 1261 |
| Quellen: Cassini und INSEE |      |      |      |      |      |      |      |      |

## Sehenswürdigkeiten
- Die Dolmen Pierre Levée 1 + 2
- Kirche Saint-Léger
- Schloss Rigny
- Schloss Beauvais

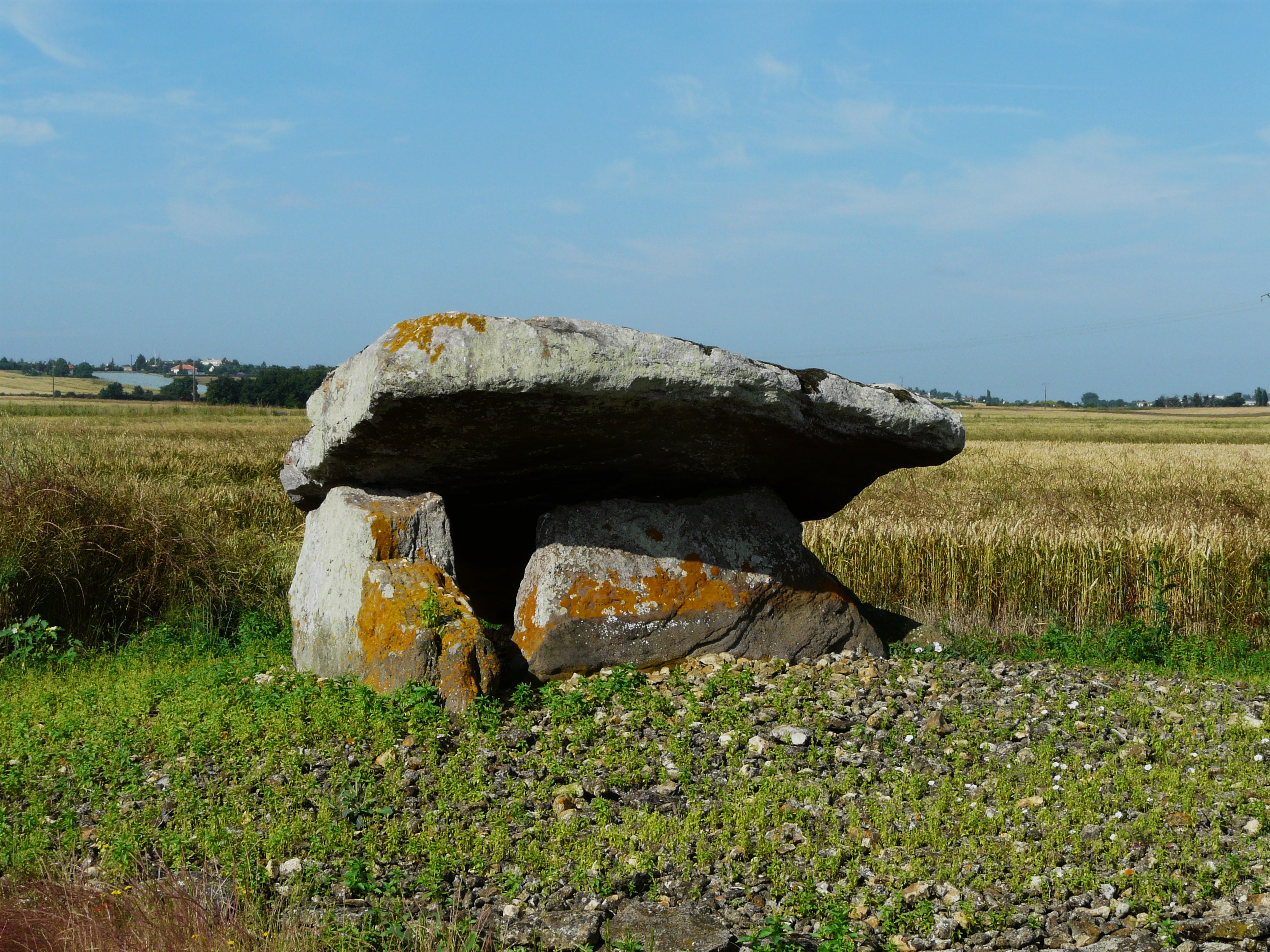
Dolmen 1 Pierre levée
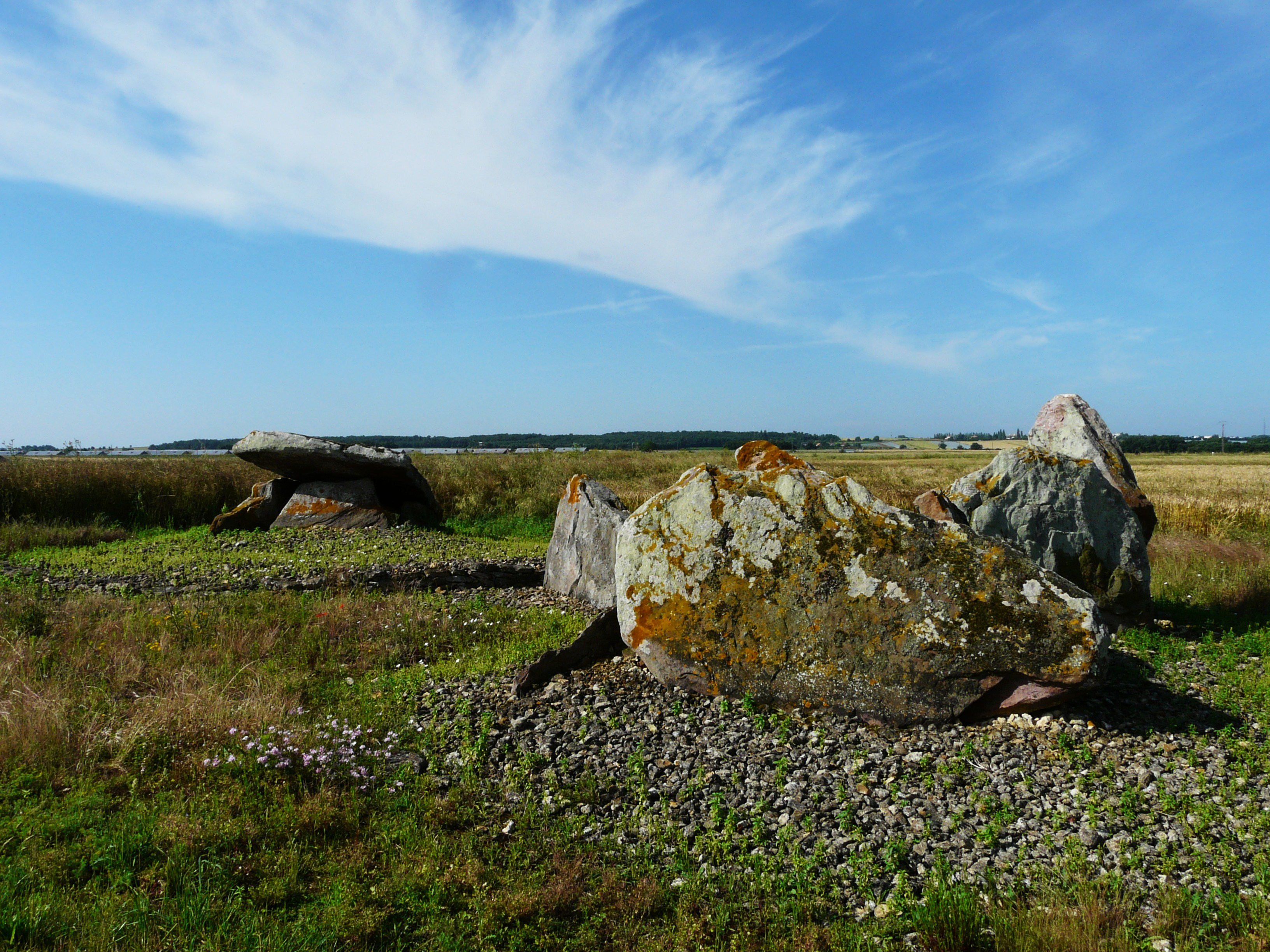
Dolmen 2 Pierre levée
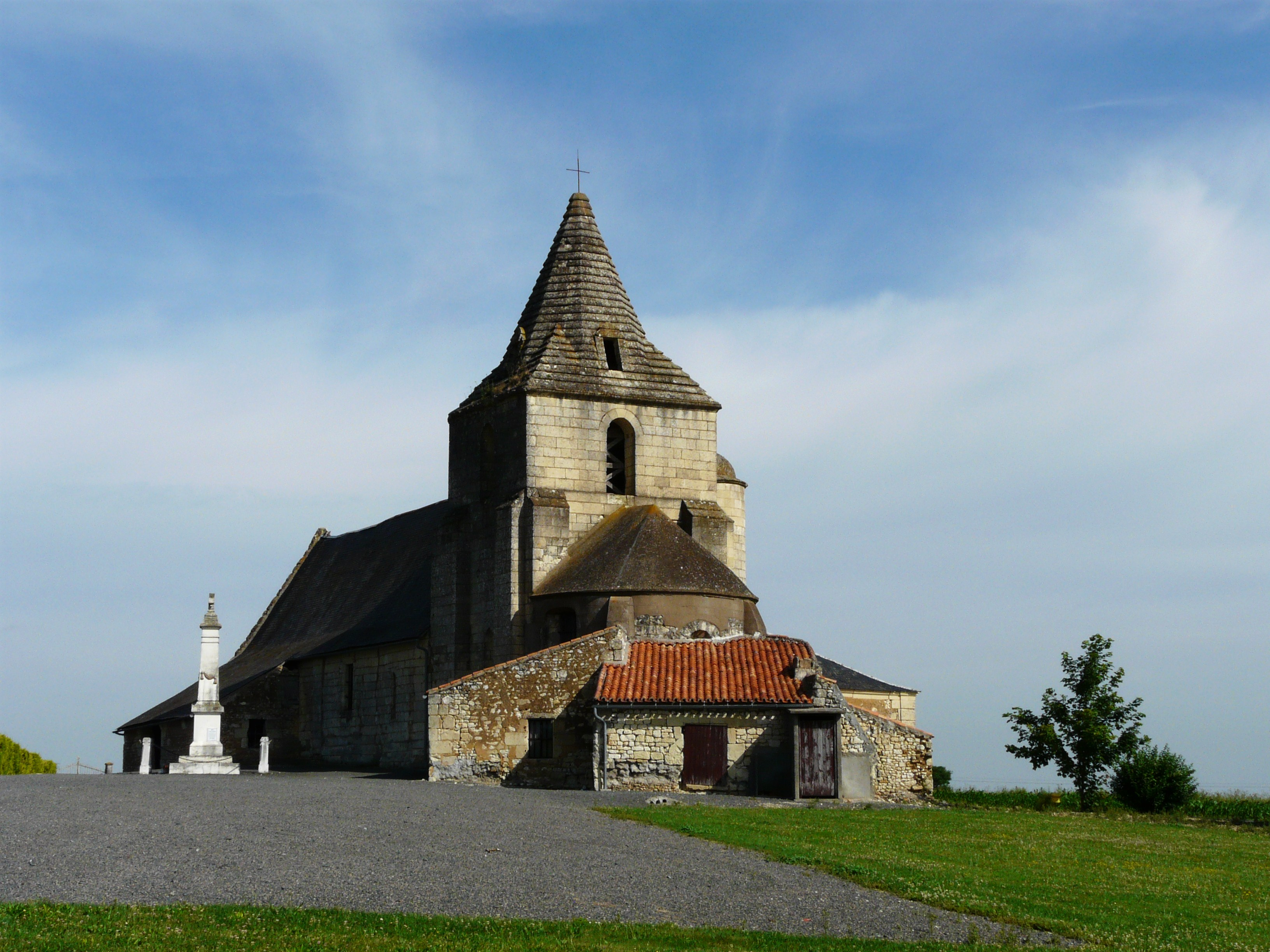
Kirche Saint-Léger
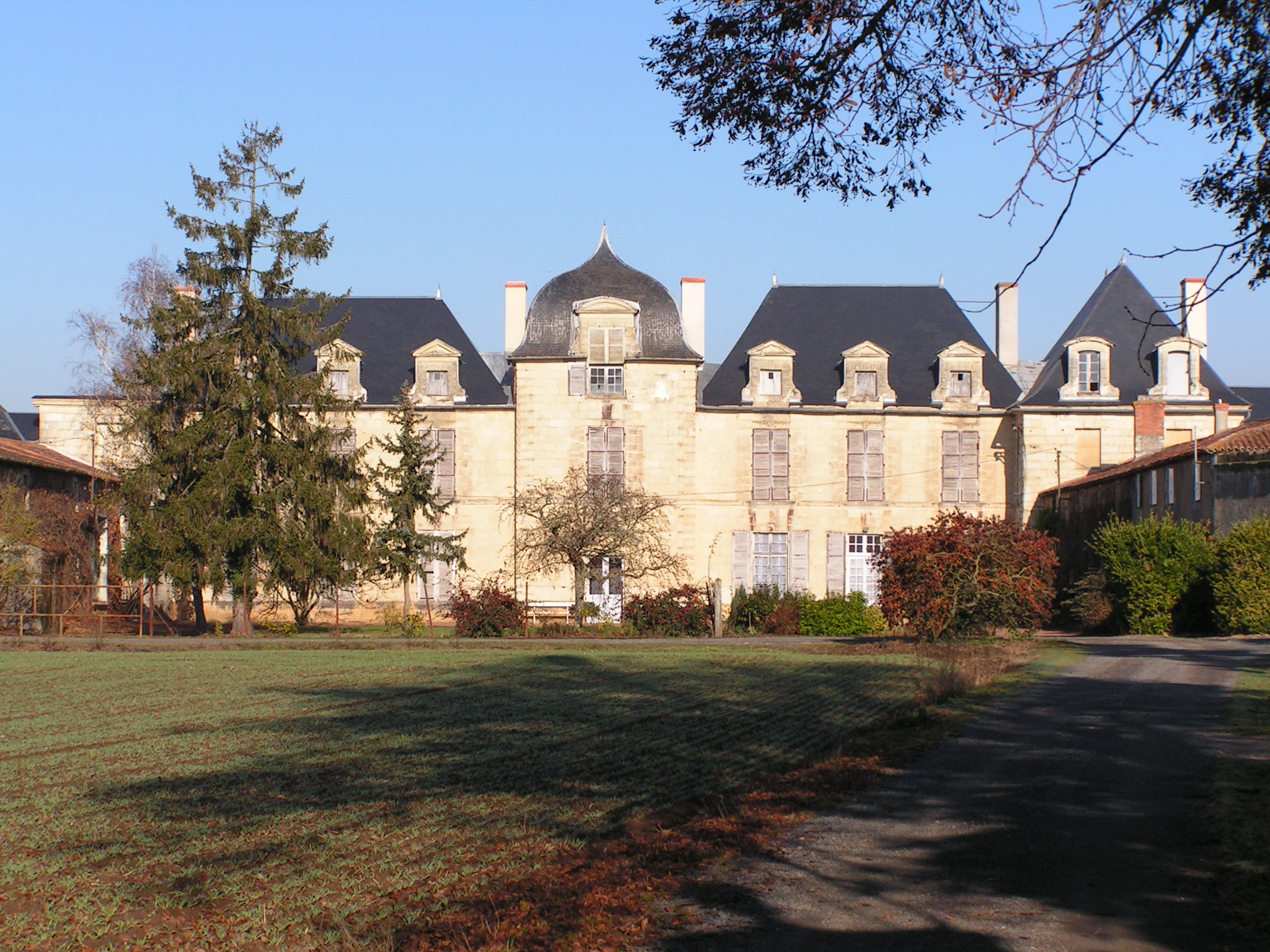
Schloss Rigny